# یدالله جوادپور
یدالله جوادپور (زاده ۲۲ اسفند ۱۳۲۵ در قم) سرهنگ خلبان نورثروپ اف-۵ نیروی هوایی ارتش جمهوری اسلامی ایران بود، که در تمام مدت جنگ ایران و عراق حضور داشت.
عمده سرشناسی وی اشتهار به عنوان خلبان تک‌خال و رکوردهای ثبت شده او در پیروزی در نبردهای هوایی طی دوران جنگ ایران و عراق است. از ۵ پیروزی وی در نبردهای هوایی، ۲ پیروزی وی توسط منابع غربی در زمان رخداد حادثه تأیید شده‌است. ۳ پیروزی دیگر وی در سال‌های بعد تأیید شد.
از دیگر موفقیت‌های وی شکار و سرنگونی یک فروند سوخو-۲۰ نیروی هوایی عراق در تاریخ ۲۵ مهر ۱۳۵۹ است. برادر وی عزت‌الله جواد پور سرگرد بالگرد تهاجمی بل ای‌اچ-۱ سوپرکبرا هوانیروز بود.
جوادپور خدمت خود را به‌عنوان یک خلبان نخبه در نیروی هوایی شاهنشاهی ایران آغاز کرد و طی سال‌های ۱۳۵۴ تا ۱۳۵۶ یکی از اعضای تیم پروازی تاج طلایی بود. یدالله جوادپور پس از بازنشستگی به کانادا مهاجرت کرد.